# Beverly E. Pearson Murphy
 (décembre 2017).
Si vous disposez d'ouvrages ou d'articles de référence ou si vous connaissez des sites web de qualité traitant du thème abordé ici, merci de compléter l'article en donnant les références utiles à sa vérifiabilité et en les liant à la section « Notes et références ».
Pour les articles homonymes, voir Pearson.
Beverley Elaine Pearson Murphy est une biochimiste et endocrinologue québécoise née le 15 mars 1929 à Toronto et morte le 27 avril 2020, à Montréal. 
Elle travaille à l'Hôpital général de Montréal. Elle est considérée comme une pionnière dans le développement des essais hormonaux. Elle a réussi le premier essai clinique sur la thyroxine et sur le cortisol. 
Elle est l'une des vingt-sept femmes de la liste des 1 000 scientifiques contemporains les plus cités du monde.
Elle est morte après avoir été hospitalisée suite d’avoir attrapé le coronavirus.

## Distinctions
- 1987 - Officier de l'Ordre national du Québec